# The Public
The Public (bra: O Público) é um filme estadunidense de 2018, do gênero drama, roteirizado e dirigido por Emilio Estevez. É estrelado por, além do próprio Estevez, Alec Baldwin, Jena Malone, Christian Slater, Gabrielle Union, Taylor Schilling, Michael Kenneth Williams e Jeffrey Wright.

## Elenco
- Alec Baldwin como Detetive Bill Ramstead
- Emilio Estevez como Stuart Goodson
- Jena Malone como Myra
- Taylor Schilling como Angela
- Christian Slater como Josh Davis
- Gabrielle Union como Rebecca Parks
- Jacob Vargas como Ernesto
- Michael K. Williams como Jackson
- Jeffrey Wright como Sr. Anderson
- Richard T. Jones como Chef Edwards
- Rhymefest como Big George
- Bryant Bentley como Cactus Ray
- Ki Hong Lee como Chip
- Michael Douglas Hall como Smutts

## Lançamento
O filme foi escolhido para abrir o Festival Internacional de Cinema de Santa Bárbara em 31 de janeiro de 2018. Sua pré-estreia oficial foi realizada posteriormente em 9 de setembro de 2018, no Festival Internacional de Cinema de Toronto. Foi lançado nos Estados Unidos em 5 de abril de 2019.

## Recepção
No site agregador de críticas Rotten Tomatoes, 65% das 97 resenhas dos críticos são positivas, com uma classificação média de 6,2/10. O consenso do site diz: "Suas intenções às vezes são mais fáceis de apreciar do que sua execução, mas The Public continua sendo um drama de advocacia social sério e razoavelmente envolvente." O Metacritic, que usa uma média ponderada, atribuiu ao filme uma pontuação de 46 em 100, baseado em 18 críticos, indicando críticas "mistas ou médias". Noah Gittell, do Washington City Paper escreveu: "Educar os espectadores sobre a utilidade da desobediência civil é absolutamente vital, mas a mensagem estava fadada a se perder no minuto em que Estevez decidiu colocar seus holofotes no mensageiro em vez da mensagem."